# Lobsang Pelden Lungrig Gyatsho
| Tibetische Bezeichnung                                         |
| -------------------------------------------------------------- |
| Wylie-Transliteration: blo bzang dpal ldan lung rig rgya mtsho |

Chesho Lobsang Pelden Lungrig Gyatsho (tib. che shos blo bzang dpal ldan lung rig rgya mtsho; geb. 10. Oktober 1934; gest. 21. November 2001) war der 4. Chesho Rinpoche. Er war Vize-Vorsitzender der Chinesischen Buddhistischen Gesellschaft und von 1991 bis 2001 Vizedirektor der Chinesischen Akademie der Tibetischen Sprache für Höhere Buddhistische Studien.